# Midway (Alabama)
Midway és una població dels Estats Units a l'estat d'Alabama. Segons el cens del 2000 tenia 457 habitants.

## Demografia
Segons el cens del 2000, Midway tenia 457 habitants, 189 habitatges, i 124 famílies. La densitat de població era de 112,4 habitants/km².
Dels 189 habitatges en un 34,4% hi vivien nens de menys de 18 anys, en un 26,5% hi vivien parelles casades, en un 37% dones solteres, i en un 33,9% no eren unitats familiars. En el 31,7% dels habitatges hi vivien persones soles el 12,7% de les quals corresponia a persones de 65 anys o més que vivien soles. El nombre mitjà de persones vivint en cada habitatge era de 2,42 i el nombre mitjà de persones que vivien en cada família era de 3,06.
Per edats la població es repartia de la següent manera: un 29,8% tenia menys de 18 anys, un 9,6% entre 18 i 24, un 23,4% entre 25 i 44, un 21,9% de 45 a 60 i un 15,3% 65 anys o més.
L'edat mediana era de 35 anys. Per cada 100 dones hi havia 71,2 homes. Per cada 100 dones de 18 o més anys hi havia 63,8 homes.
La renda mediana per habitatge era de 12.143 $ i la renda mediana per família de 19.063 $. Els homes tenien una renda mediana de 25.938 $ mentre que les dones 18.750 $. La renda per capita de la població era de 9.036 $. Aproximadament el 38,1% de les famílies i el 42,5% de la població estaven per davall del llindar de pobresa.

## Poblacions properes
El següent diagrama mostra les poblacions més properes.